# Chiquinho (Fußballspieler, 1974)
Chiquinho, bürgerlich Alexandre da Silva (* 21. März 1974 in Campinas), ist ein ehemaliger deutsch-brasilianischer Fußballspieler.

## Karriere
Chiquinho begann seine Fußballkarriere beim União São João EC. Im Jahre 1997 wechselte er in die Bundesliga zu Borussia Mönchengladbach, obwohl nach mündlicher Absprache eigentlich schon ein Wechsel zum Bundesliga-Konkurrenten Borussia Dortmund vereinbart war. Der Brasilianer wechselte 2002 zu Rot-Weiß Oberhausen. Nach weiteren zwei Jahren wechselte er zu LR Ahlen. Nach dem Gastspiel bei Ahlen kam er wieder zurück zu Oberhausen, von wo er zur Saison 2005/06 nach Österreich zum FC Superfund ging. Im Sommer 2007 übersiedelte er nach der Bundesligalizenz-Übernahme nach Kärnten und ist seitdem für den SK Austria Kärnten unterwegs gewesen, wo man im Sommer 2009 den Vertrag nicht weiter verlängert hat. Er beendete damit seine Profilaufbahn.
Zur Saison 2010/11 ging er in die Bezirksliga zum ASV Einigkeit Süchteln, wo sein damaliger Co-Trainer aus Oberhausen Axel Malchow Trainer war. In der Saison 2011/12 übernahm er das Traineramt von Frank Mitschkowski und stieg in die Landesliga auf. Während der Saison 2012/13 wurde er als Tabellenführer entlassen. Zur Saison 2013/14 wurde er Trainer des SC Kapellen-Erft in der Oberliga Niederrhein.